# Porta Garibaldi (muralla)

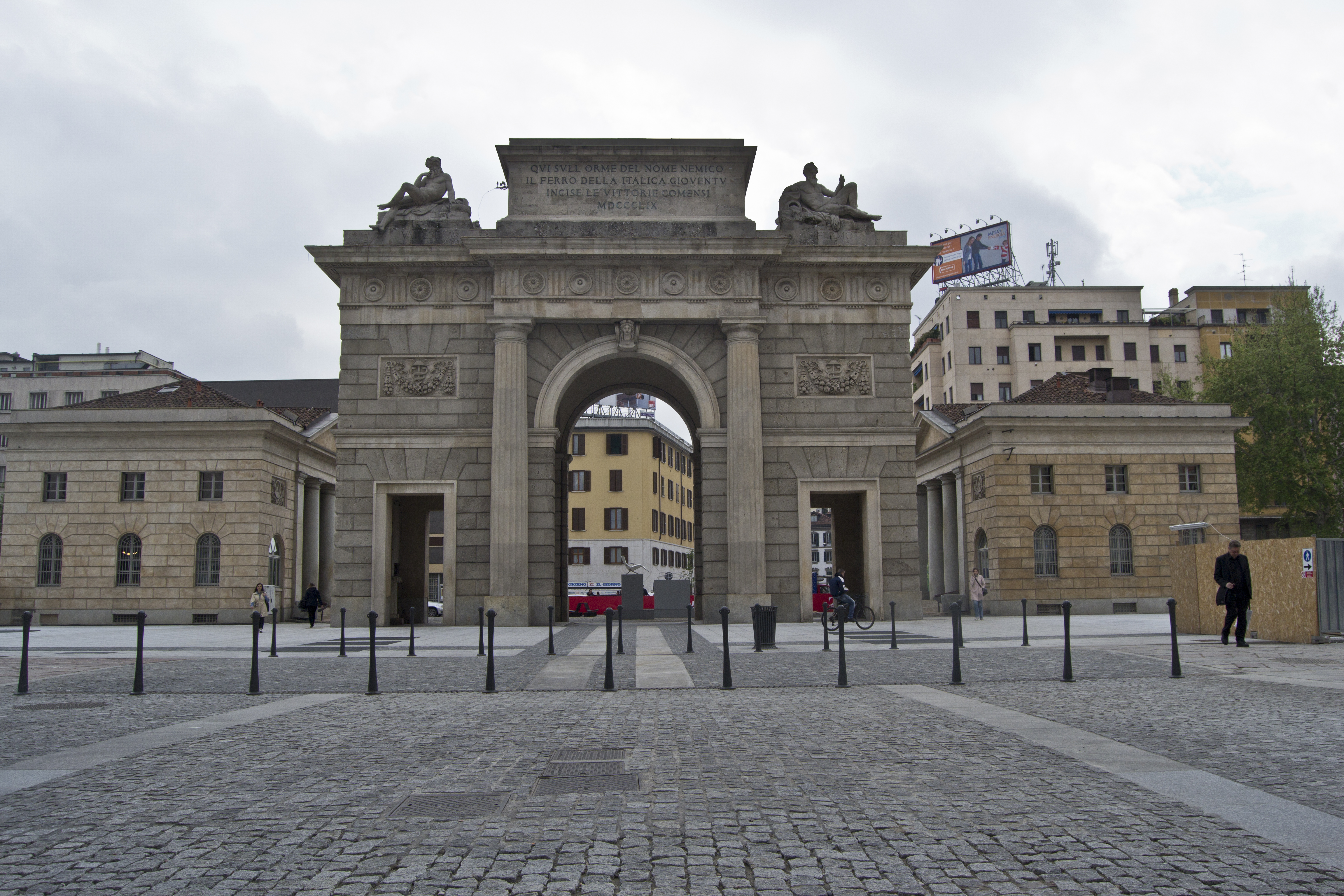
Porta Garibaldi

La Porta Garibaldi, antes conocida como Porta Comasina, es puerta de la ciudad de Milán, Italia, en el camino viejo a Como. Este arco neoclásico fue construido para conmemorar la visita de Francisco I of Austria en 1825. Fue reconstruido entre 1826 y 1828 por Giacomo Moraglia y dedicado a Garibaldi en 1860. Construido en un estilo dórico, la puerta está flanqueada por dos portales que dan a la calle. Las aduanas fueron agregadas en 1836. Sus proporciones, menos que monumentales, son más adecuadas respecto a las calles circundantes dado que la puerta solía ser el final de un camino sinuoso, difícilmente compatible con un proyecto grandioso.
Hoy Porta Garibaldi es también uno de los distritos de Milán. 